# Scottellia
Genre
Scottellia est un genre de plantes à fleurs de la famille des Achariaceae.

## Liste d'espèces
Selon Catalogue of Life (8 août 2017) :
- Scottellia klaineana Pierre
- Scottellia leonensis Oliv.
- Scottellia orientalis Gilg

Selon NCBI (8 août 2017) :
- Scottellia klaineana

Selon The Plant List (8 août 2017) :
- Scottellia klaineana Pierre
- Scottellia leonensis Oliv.
- Scottellia orientalis Gilg

Selon Tropicos (8 août 2017) (Attention liste brute contenant possiblement des synonymes) :
- Scottellia chevalieri Chipp
- Scottellia coriacea A. Chev. ex Hutch. & Dalziel
- Scottellia gossweileri Exell
- Scottellia kamerunensis Gilg
- Scottellia klaineana Pierre
- Scottellia leonensis Oliv.
- Scottellia macropus Gilg & Dinkl.
- Scottellia mimfiensis Gilg
- Scottellia orientalis Gilg